# Cyanopterus alaskensis
Cyanopterus alaskensis är en stekelart som först beskrevs av William Harris Ashmead 1889.  Cyanopterus alaskensis ingår i släktet Cyanopterus och familjen bracksteklar. Inga underarter finns listade i Catalogue of Life.